# Cope2
Fernando Carlo (bedre kendt som Cope2), er en amerikansk graffiti kunstner fra South Bronx, New York. Han har lavet graffiti siden 1978-79 og er verdenskendt for sin kunst.